# Pédagogie des opprimés

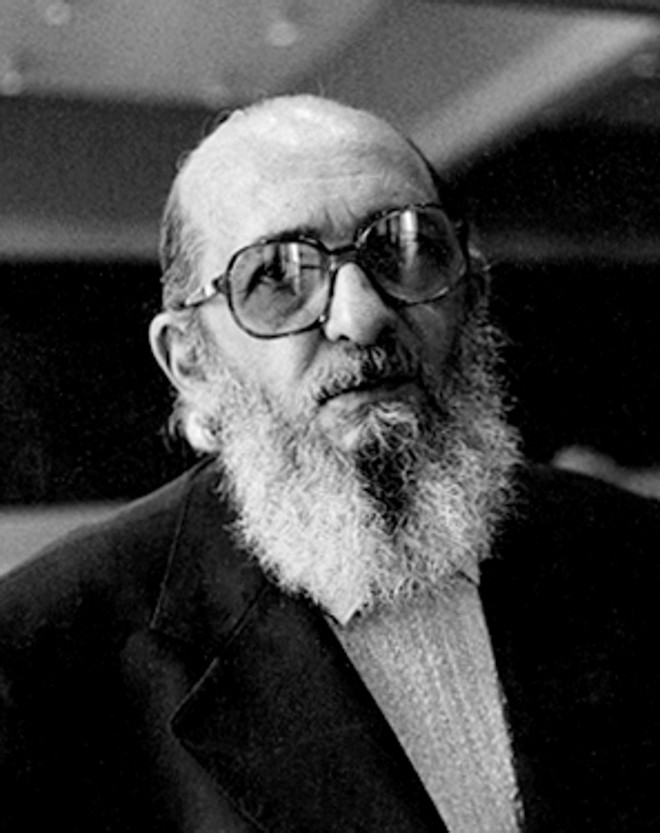
Paulo Freire, auteur de Pédagogie des opprimés

Pédagogie des opprimés (portugais : Pedagogia do Oprimido) est un essai du philosophe et pédagogue brésilien Paulo Freire, écrit en portugais en 1968. Le livre est considéré comme un des textes majeurs de la pédagogie critique ; il expose une pédagogie fondée sur une nouvelle relation entre l'enseignant, l'élève et la société.
Selon Freire, la pédagogie traditionnelle relève d'un « modèle bancaire de l'éducation » : elle traite l'étudiant comme un récipient vide à remplir de connaissances, comme une tirelire. Il soutient que la pédagogie devrait plutôt traiter l'apprenant comme un co-créateur de connaissances. S'inspirant de sa propre expérience d'éducateur avec un public d'adultes, Freire oppose, à une pédagogie de la domination, une pédagogie des opprimés, qui favorise la remise en question des valeurs inégalitaires inculquées par les puissants, et la naissance d'êtres nouveaux, ni oppresseurs ni opprimés.
En 2000, le livre s'était vendu à plus de 750 000 exemplaires dans le monde. C'est le troisième livre le plus cité en sciences sociales. Il a été traduit en français en 1974 aux éditions Maspéro, et une deuxième fois en 2021 aux éditions Agone.

## Contexte de publication
En raison du coup d'État brésilien de 1964, qui a conduit à l'instauration d'une dictature militaire avec le soutien des États-Unis, Paulo Freire a été exilé de son pays d'origine ; son exil a duré 16 ans,. Après un bref séjour en Bolivie, il s'installe au Chili en novembre 1964 et y reste jusqu'en avril 1969, date à laquelle il accepte un poste temporaire à l'université Harvard. Son séjour de quatre ans et demi au Chili qui l'a marqué intellectuellement, pédagogiquement et idéologiquement, lui a inspiré sa théorie exposée dans la Pédagogie des opprimés Selon les propres mots de Freire : 
Quand j'ai écrit [ Pédagogie des opprimés ], j'étais déjà complètement convaincu du problème des classes sociales. De plus, j'ai écrit ce livre en me fondant sur mon expérience avec les paysans du Chili ; j'étais absolument convaincu du processus d'hégémonie idéologique et de ce que cela signifiait. Quand j'entendais parler les paysans, j'éprouvais tout le problème du mécanisme de domination (que j'analyse dans le premier chapitre du livre)... Certes, dans mes premiers écrits, je ne l'ai pas rendu explicite, car je ne l'avais pas encore perçu comme tel. . . [ La Pédagogie des opprimés ] se situe aussi tout à fait dans une réalité historique.
L'ouvrage poursuit une réflexion de l'auteur entamée dans un essai de 1967 intitulé L'Éducation, pratique de la liberté.

## Résumé

### Préface
Freire évoque son expérience d'enseignant au Brésil, lorsqu'il était en exil politique. À cette époque, il a observé que ses étudiants éprouvaient une peur inconsciente de la liberté, ou plutôt, une peur de changer le monde. Fondant sa méthode de recherche de la liberté sur l'expérience des pauvres et de la classe moyenne en matière d'éducation, Freire déclare que ses idées sont enracinées dans la réalité  —  et non purement théoriques.

### Chapitre 1
Freire explique pourquoi une nouvelle pédagogie est nécessaire. Il affirme que chacun s'efforce d'affirmer sa dignité en tant qu'être humain, mais que l'oppression interrompt de nombreuses personnes dans leur effort. Ces arrêts sont appelés déshumanisation. La déshumanisation se produit lorsque les individus deviennent objectivés, du fait de l'injustice et de l'exploitation. Pédagogie des opprimés traduit la tentative de Freire d'aider les opprimés à se battre pour retrouver leur humanité perdue.
Il est facile pour les opprimés, dit Freire, de combattre leurs oppresseurs si l'objectif est seulement de gagner du pouvoir. Toutefois, cela fait d'eux des oppresseurs et recommence le cycle. Pour redevenir pleinement humains, et éviter de perpétuer l'oppression, ils doivent dans une première étape, comprendre quel est le but des oppresseurs. Les oppresseurs sont purement matérialistes. Ils voient les humains comme des objets qu'ils peuvent posséder, même s'ils ne les rabaissent peut-être pas consciemment. «Il s’agit pour les opprimés de découvrir leur identification avec l'oppresseur, afin de surmonter leur peur de la liberté, qui est une conséquence de la domestication réalisée grâce aux structures sociales de domination».
Freire déclare qu'une fois que les opprimés ont compris les mécanismes de leur propre oppression et percé à jour leurs oppresseurs, l'étape suivante est le dialogue ou la discussion avec les autres pour atteindre l'objectif d'humanisation.
Freire évoque les pièges dans ce parcours que les opprimés entreprennent. Par exemple, les opprimés doivent être en garde contre des oppresseurs qui essaient d'aider les opprimés. Ces personnes ont une réputation fausse de générosité ; selon lui pour aider les opprimés, il faut d'abord devenir pleinement un opprimé, mentalement et écologiquement. Seuls les opprimés peuvent permettre à l'humanité de devenir pleinement humaine sans objectiver l'autre.

### Chapitre 2
Dans le chapitre 2, Freire expose ses théories de l'éducation.
Le principal modèle auquel s'oppose Freire est le «modèle bancaire de l'éducation». Freire croit que la nature fondamentale de l'éducation est d'être narrative. Il y a un individu qui récite des faits et des idées (le professeur) et d'autres qui écoutent et mémorisent tout (les étudiants). Il n'y a aucun lien entre l'enseignement et leur vie réelle, ce qui entraîne un style d'apprentissage très passif. Cette forme d'éducation est appelée le modèle bancaire de l'éducation, très étroitement lié à l'oppression. Il est construit sur le fait que l'enseignant sait tout, et qu'il existe des inférieurs qui doivent simplement accepter ce qu'on leur dit. Ils ne sont pas autorisés à remettre en question le monde ou leurs enseignants. Freire appelle à rejeter le modèle bancaire de l'éducation et à adopter un nouveau modèle où l'oppression, les problèmes sociaux, sont clairement reconnus. Ce modèle encourage une discussion entre l'enseignant et l'élève, il efface la frontière entre les deux, créant plus d’égalité.
Le modèle bancaire de l'éducation favorise l'oppression des étudiants censés être des ardoises vierges moulées par l'enseignant. Ainsi façonnés, les étudiants ne pourront jamais remettre en question le monde, ni se rendre compte qu'il existe même des oppresseurs. La forme d'éducation qu'ils ont reçue les encourage à simplement accepter ce qui leur est imposé. Or écrit Freire, «le but de l'éducateur n'est plus seulement d'apprendre quelque chose à son interlocuteur, mais de rechercher avec lui les moyens de transformer le monde dans lequel ils vivent».

### Chapitre 3
Le chapitre 3 développe l'idée de dialogue de Freire. Il explique d'abord l'importance des mots, et le fait qu'ils doivent refléter à la fois l'action et la réflexion. Le dialogue suppose une compréhension entre différentes personnes, c'est un acte d'amour, d'humilité et de foi. Il offre aux autres l'indépendance complète pour découvrir le monde et le nommer comme ils le voient. Freire explique que les éducateurs façonnent la manière dont les élèves perçoivent le monde et l'histoire. Ils doivent permettre « l'investigation thématique » : la découverte de différents problèmes qui se posent à différentes périodes de l'histoire. Freire explique que les opprimés ne sont généralement pas capables de voir les problèmes de leur propre temps, et les oppresseurs se nourrissent de cette ignorance. Freire insiste également sur l'importance pour les éducateurs de ne pas devenir des oppresseurs et de ne pas objectiver leurs élèves. Éducateurs et élèves doivent travailler en équipe pour trouver les problèmes de l'histoire et du présent.
Freire porte un jugement sévère sur «l'arrogance et l’autoritarisme des intellectuels de gauche et de droite qui se considèrent propriétaires des savoirs», et qui  travaillent à « conscientiser » les paysannerie ou la classe ouvrière. Selon Claude Bourguignon Rougier, «Paulo Freire est le premier à formuler une critique de la colonialité du savoir et surtout à décoloniser le rapport au savoir dans la pratique».

### Chapitre 4
Freire expose le processus par lequel les opprimés peuvent vraiment se libérer dans le chapitre 4. Les outils que les oppresseurs utilisent sont appelés « actions anti-dialogiques » et les moyens par lesquels les opprimés peuvent les surmonter sont des « actions dialogiques ». Les quatre actions anti-dialogiques incluent la conquête, la manipulation, diviser pour régner et l'invasion culturelle. Les quatre actions dialogiques, d'autre part, sont l'unité, la compassion, l'organisation et la synthèse culturelle

## Sources d'inspiration
Paulo Freire s'est inspiré notamment de Karl Marx et de Frantz Fanon. John D. Holst écrit
Dans Pédagogie des opprimés, Freire exprime une analyse  influencée par le marxisme de la nature politique de l'éducation qui place clairement l'alphabétisation et l'éducation critique dans le contexte de la lutte des opprimés pour aller au-delà de la modernisation capitaliste et vers une transformation révolutionnaire.
Selon A. S. A. Guimarães, Paulo Freire dans Pédagogie des opprimés est un des premiers Brésiliens à adopter les idées du révolutionnaire martiniquais Frantz Fanon.

## Diffusion
Le livre a été publié pour la première fois en traduction espagnole en 1968. Une version anglaise a été publiée en 1970, et l'original portugais en 1972.
Depuis la publication de l'édition anglaise en 1970, la Pédagogie des opprimés a été largement adoptée dans les programmes américains de formation des enseignants selon une étude réalisée en 2003 par David Steiner et Susan Rozen.

## Réception
Pendant la période d'apartheid en Afrique du Sud, le livre a été interdit. Des exemplaires clandestins du livre ont été distribués dans la clandestinité dans le cadre des « armes idéologiques » de divers groupes révolutionnaires comme le Mouvement de conscience noire (Black Consciousness Movement).
Pédagogie des opprimés était un des textes les plus fréquemment mis au programme dans les cours de philosophie de l'éducation aux États-Unis dans une étude de 2003, portant sur 16 établissements d'enseignement, dont 14 parmi les mieux classés selon US News and World Report.
L'œuvre de Freire a été l'une des inspirations du Théâtre de l'Opprimé d'Augusto Boal,.
Selon Diana Coben (en), Freire a été critiqué par les féministes pour l'utilisation d'un langage sexiste dans ses premiers travaux, et certains textes de Pédagogie des opprimés ont été révisés dans l'édition de 1995 pour expurger le texte de certaines expressions sexistes.

### Traductions françaises
- Paulo Freire, « La Pédagogie des opprimés, trad. Élodie Dupau et Melenn Kerhoas, préface d'Irène Pereira - Agone », sur agone.org (consulté le 19 octobre 2021)
- Paulo Freire, Pédagogie des opprimés, (écrit en portugais en 1968), suivi de Conscientisation et révolution, Editions Maspero, 1974.

### Études sur le livre
- Irène Perreira, Paulo Freire –pédagogue des opprimés. Une introduction aux pédagogies critiques. Paris: Libertalia, 2017.
- «Opprimé-e-s (pédagogie)», dans Dictionnaire décolonial, dir. Claude Bourguignon Rougier, Québec, Éditions science et bien commun , lire en ligne
- Darcy de Oliveira, R. & Dominicé, P. (1974). Pédagogie des opprimés –Oppression de la pédagogie. Illich –Freire. Genève: IDAC.
- «Paulo Freire : l'éducation au service de la transformation sociale et de l'émancipation», dans Akkari, Abdeljalil, Fuentes, Magdalena, Repenser l’éducation: Alternatives pédagogiques du Sud, UNESCO, p.116-126,lire en ligne.
- Paul de Loye, « Freire (Paulo). — Pédagogie des opprimés suivi de Conscientisation et révolution, trad. du brésilien », Revue française de pédagogie, vol. 30, no 1,‎ 1975, p. 62–64 (lire en ligne, consulté le 19 octobre 2021)
- Bernard Schneuwly et Rita Hofstetter, « Ancrages et transferts transcontinentaux des positions de Paulo Freire: Une théorie de la pratique de la liberté plus qu’une théorie de l’éducation », L’éducation en débats : analyse comparée, vol. 10, no 1,‎ 2020, p. 8–26 (ISSN 1660-7147, DOI 10.51186/journals/ed.2020.10-1.e271, lire en ligne, consulté le 19 octobre 2021)
- « About Pedagogy of the Oppressed » [archive du 12 octobre 2011] (consulté le 1er juin 2011)
- Darder, A. (2015). Freire and education. New York: Routledge.
- Facundo, B. (1984). Freire-inspired programs in the United States and Puerto Rico: a critical evaluation.Repéré àhttps://www.bmartin.cc/dissent/documents/Facundo/section8.html
- (en) Lewis, « Mapping the Constellation of Educational Marxism(s) », Educational Philosophy and Theory, vol. 44, no sup1,‎ janvier 2012, p. 98–114 (ISSN 0013-1857, DOI 10.1111/j.1469-5812.2009.00563.x, lire en ligne)
- « L'éducation au service de la mobilité sociale ascendante en Amérique latine », Centre de développement de l'OCDE - Repères,‎ 1er novembre 2010 (ISSN 2077-2602, DOI 10.1787/5kghxkjw51zv-fr, lire en ligne, consulté le 19 octobre 2021)